# Copa Norte 2001
Die  Copa Norte 2001 war die fünfte Austragung der Copa Norte, eines regionalen Fußballpokalwettbewerbs in Brasilien, der vom nationalen Fußballverband CBF organisiert wurde. Mit dem Gewinn des Pokals war die Qualifikation für die Copa dos Campeões 2001 verbunden. Es startete am 17. Januar und endete am 18. März 2001.

## Teilnehmer
Die zehn Teilnehmer kamen aus den Bundesstaaten Acre, Amapá, Amazonas, Maranhão, Pará, Piauí, Rondônia und Roraima.
Die Teilnehmer waren:
| Bundesstaat | Klub                    |
| ----------- | ----------------------- |
| Acre        | Rio Branco FC (AC)      |
| Amapá       | Mazagão AC              |
| Amazonas    | Nacional FC (AM)        |
| Amazonas    | São Raimundo EC (AM)    |
| Maranhão    | Maranhão AC             |
| Maranhão    | Moto Club de São Luís   |
| Pará        | Paysandu SC             |
| Piauí       | Ríver AC                |
| Rondônia    | SC Genus de Porto Velho |
| Roraima     | Atlético Roraima        |

## Gruppenphase

### Gruppe A
| Pl. | Verein                  | Sp. | S | U | N | Tore    | Diff. | Punkte |
| --- | ----------------------- | --- | - | - | - | ------- | ----- | ------ |
| 1.  | São Raimundo EC (AM)    | 6   | 4 | 2 | 0 | 011:300 | +8    | 14     |
| 2.  | SC Genus de Porto Velho | 6   | 3 | 2 | 1 | 009:700 | +2    | 11     |
| 3.  | Rio Branco FC (AC)      | 6   | 1 | 2 | 3 | 005:800 | −3    | 05     |
| 4.  | Atlético Roraimao       | 6   | 1 | 0 | 5 | 003:100 | −7    | 03     |

| 1. Spieltag (17. Januar)  |     |                   |              |
| Atlético Roraimao         | 0:1 | São Raimundo      | Canarinho    |
| SC Genus                  | 1:0 | Rio Branco FC     | Aluizão      |
| 2. Spieltag (21. Januar)  |     |                   |              |
| São Raimundo              | 1:1 | SC Genus          | Vivaldão     |
| Rio Branco FC             | 1:0 | Atlético Roraimao | José de Melo |
| 3. Spieltag (31. Januar)  |     |                   |              |
| Atlético Roraimao         | 1:2 | SC Genus          | Canarinho    |
| 3. Spieltag (4. Februar)  |     |                   |              |
| Rio Branco FC             | 2:2 | São Raimundo      | José de Melo |
| 4. Spieltag (7. Februar)  |     |                   |              |
| SC Genus                  | 0:2 | São Raimundo      | Aluizão      |
| 4. Spieltag (8. Februar)  |     |                   |              |
| Atlético Roraimao         | 1:0 | Rio Branco FC     | Canarinho    |
| 5. Spieltag (11. Februar) |     |                   |              |
| São Raimundo              | 2:0 | Rio Branco FC     | Vivaldão     |
| 5. Spieltag (18. Februar) |     |                   |              |
| SC Genus                  | 3:1 | Atlético Roraimao | Aluizão      |
| 6. Spieltag (21. Februar) |     |                   |              |
| Rio Branco FC             | 2:2 | SC Genus          | José de Melo |
| São Raimundo              | 3:0 | Atlético Roraimao | Vivaldão     |

### Gruppe B
| Pl. | Verein                | Sp. | S | U | N | Tore    | Diff. | Punkte |
| --- | --------------------- | --- | - | - | - | ------- | ----- | ------ |
| 1.  | Paysandu SC           | 4   | 3 | 0 | 1 | 004:700 | −3    | 09     |
| 2.  | Nacional FC (AM)      | 4   | 1 | 1 | 2 | 005:600 | −1    | 04     |
| 3.  | Moto Club de São Luís | 4   | 1 | 1 | 2 | 002:800 | −6    | 04     |

| 17. Januar  |     |             |                 |
| Nacional FC | 0:0 | Moto Club   | Vivaldão        |
| 24. Januar  |     |             |                 |
| Paysandu SC | 2:3 | Nacional FC | Curuzú          |
| 31. Januar  |     |             |                 |
| Moto Club   | 0:3 | Paysandu SC | Nhozinho Santos |
| 7. Februar  |     |             |                 |
| Paysandu SC | 4:0 | Moto Club   | Curuzú          |
| 14. Februar |     |             |                 |
| Nacional FC | 1:2 | Paysandu SC | Vivaldão        |
| 21. Februar |     |             |                 |
| Moto Club   | 2:1 | Nacional FC | Nhozinho Santos |

### Gruppe C
| Pl. | Verein      | Sp. | S | U | N | Tore    | Diff. | Punkte |
| --- | ----------- | --- | - | - | - | ------- | ----- | ------ |
| 1.  | Ríver AC    | 4   | 2 | 1 | 1 | 004:300 | +1    | 07     |
| 2.  | Mazagão AC  | 4   | 1 | 2 | 1 | 007:700 | ±0    | 05     |
| 3.  | Maranhão AC | 4   | 0 | 3 | 1 | 004:500 | −1    | 03     |

| 17. Januar  |     |             |                 |
| Maranhão AC | 0:0 | Ríver AC    | Nhozinho Santos |
| 24. Januar  |     |             |                 |
| River AC    | 1:0 | Mazagão AC  | Lindolfinho     |
| 4. Februar  |     |             |                 |
| Mazagão AC  | 3:3 | Maranhão AC | Viderão         |
| 7. Februar  |     |             |                 |
| Maranhão AC | 1:1 | Mazagão AC  | Nhozinho Santos |
| 14. Februar |     |             |                 |
| Mazagão AC  | 3:2 | Ríver AC    | Viderão         |
| 21. Februar |     |             |                 |
| River AC    | 1:0 | Maranhão AC | Lindolfinho     |

## Finalrunde

### Turnierplan
|  | Halbfinale                             | Halbfinale   | Halbfinale | Halbfinale | Halbfinale |  |  | Finale                                 | Finale       | Finale | Finale | Finale |
|  |                                        |              |            |            |            |  |  |                                        |              |        |        |        |
|  |                                        |              |            |            |            |  |  |                                        |              |        |        |        |
|  | Rondônia                               | Genus        | 0          | 0          | 0          |  |  |                                        |              |        |        |        |
|  | Amazonas (brasilianischer Bundesstaat) | São Raimundo | 3          | 4          | 7          |  |  |                                        |              |        |        |        |
|  |                                        |              |            |            |            |  |  | Amazonas (brasilianischer Bundesstaat) | São Raimundo | 0      | 1      | 1      |
|  |                                        |              |            |            |            |  |  | Pará                                   | Paysandu     | 1      | 0      | 1      |
|  | Piauí                                  | Ríver AC     | 2          | 0          | 2          |  |  |                                        |              |        |        |        |
|  | Pará                                   | Paysandu     | 2          | 2          | 4          |  |  |                                        |              |        |        |        |
|  |                                        |              |            |            |            |  |  |                                        |              |        |        |        |

### Halbfinale
| Datum     |                         | Gesamt |                      | Hinspiel | Rückspiel |
| --------- | ----------------------- | ------ | -------------------- | -------- | --------- |
| 1.3./7.3. | SC Genus de Porto Velho | 0:7    | São Raimundo EC (AM) | 0:3      | 0:4       |
| 1.3./7.3. | Ríver AC                | 0:4    | Paysandu SC          | 2:2      | 0:2       |

## Finale

### Hinspiel
| Paysandu SC                        | Paysandu SC                                                        | São Raimundo EC (AM)                                               | São Raimundo EC (AM) |
| ---------------------------------- | ------------------------------------------------------------------ | ------------------------------------------------------------------ | -------------------- |
| Paysandu SC                        | \| 11. März 2001 in Mangueirão, Belém \| \| Ergebnis: 1:0 (0:0) \| | \| 11. März 2001 in Mangueirão, Belém \| \| Ergebnis: 1:0 (0:0) \| | São Raimundo EC (AM) |
| Paysandu SC                        | 1:0 Edil Highlander (86.)                                          |                                                                    | São Raimundo EC (AM) |
| 11. März 2001 in Mangueirão, Belém |                                                                    |                                                                    |                      |
| Ergebnis: 1:0 (0:0)                |                                                                    |                                                                    |                      |

### Rückspiel
| São Raimundo EC (AM)                           | São Raimundo EC (AM) | Paysandu SC | Paysandu SC |
| ---------------------------------------------- | --- | --- | ----------- |
| São Raimundo EC (AM)                           | \| 18. März 2001 in Vivaldão, Manaus \| \| Ergebnis: 1:0 (0:0) \| \| Zuschauer: 21.835 \| \| Schiedsrichter: Alfredo Loebeling ( São Paulo) \|                              | \| 18. März 2001 in Vivaldão, Manaus \| \| Ergebnis: 1:0 (0:0) \| \| Zuschauer: 21.835 \| \| Schiedsrichter: Alfredo Loebeling ( São Paulo) \|                                                | Paysandu SC |
| São Raimundo EC (AM)                           | Iúna – Paulinho, Ademir, Luís Cláudio, Donizete – Guará, Isaac, Sidney , Ewerton – Marcelo Araxá, Delmo Reserve Luíca , Marcelo Cabeção , Alberto Cheftrainer: Aderbal Lana | Júlio César – Valentim, Gino, Sergio, Marquinho – Trindade, Sandro Goiano , Lecheva, Rogérinho Gameleira – Zé Augusto, Edil Highlander Reserve Ari , Luizinho Cheftrainer: Givanildo Oliveira | Paysandu SC |
| São Raimundo EC (AM)                           | 1:0 Alberto (88.) | | Paysandu SC |
| São Raimundo EC (AM)                           | Guará | | Paysandu SC |
| São Raimundo EC (AM)                           | São Raimundo wurde zum Turniersieger erklärt, aufgrund des besseren Ergebnisses in den vorherigen Spielen.                                                                  | | Paysandu SC |
| 18. März 2001 in Vivaldão, Manaus              | | |             |
| Ergebnis: 1:0 (0:0)                            | | |             |
| Zuschauer: 21.835                              | | |             |
| Schiedsrichter: Alfredo Loebeling ( São Paulo) | | |             |

## Torschützenliste
| Pl. | Nat.        | Spieler         | Klub                    | Tore |
| --- | ----------- | --------------- | ----------------------- | ---- |
| 1   | Brasilianer | Babá            | SC Genus de Porto Velho | 5    |
|     | Brasilianer | Edil            | Paysandu SC             | 5    |
|     | Brasilianer | Delmo           | São Raimundo EC (AM)    | 5    |
|     | Brasilianer | Marcelo Cabeção | São Raimundo EC (AM)    | 5    |